# Ковачеваць (Ровище)
45°59′ пн. ш. 16°43′ сх. д. / 45.98° пн. ш. 16.71° сх. д.
Ковачеваць (хорв. Kovačevac) — населений пункт у Хорватії, у Б'єловарсько-Білогорській жупанії у складі громади Ровище.

## Населення
Населення за даними перепису 2011 року становило 176 осіб.
Динаміка чисельності населення поселення: